# Fångstmarksgrav

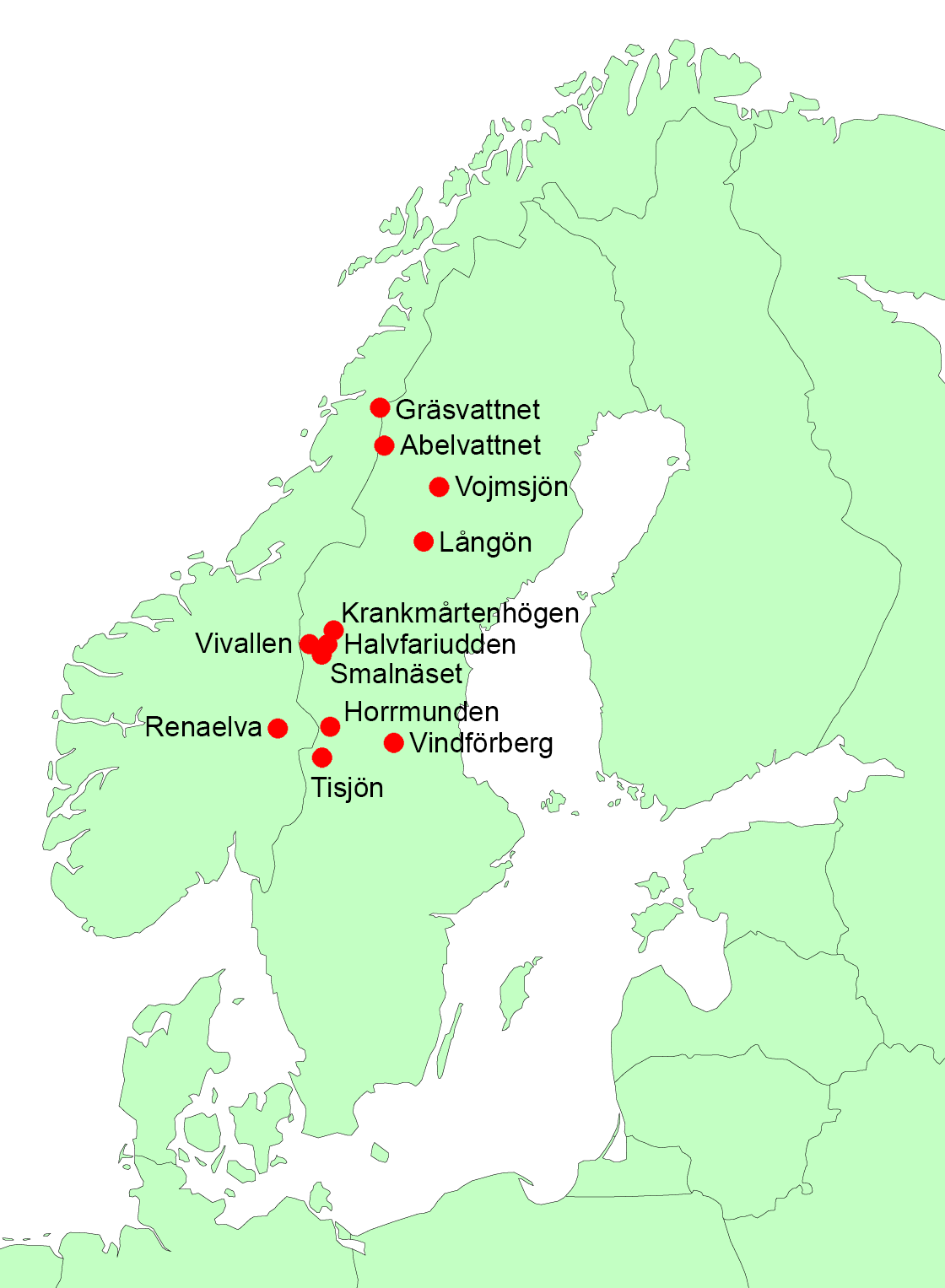
Fundplätze

Ein Fångstmarksgrav, auch Skogsgrav (deutsch „Fischgrundgrab “ auch Waldgrab) oder Insjögrav (deutsch „Inlandsgrab“) genannt, ist ein mit Steinen markiertes Brandgrab aus der Eisenzeit (ab etwa 200 v. Chr.) in Nordskandinavien.

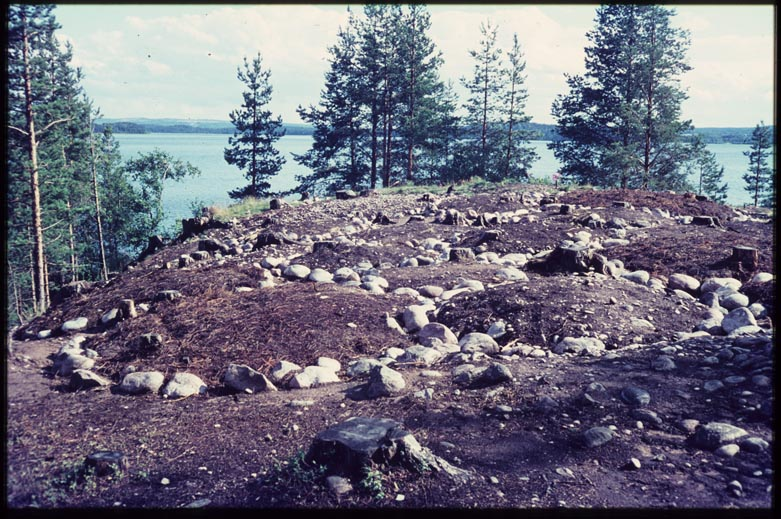
Vindförberg

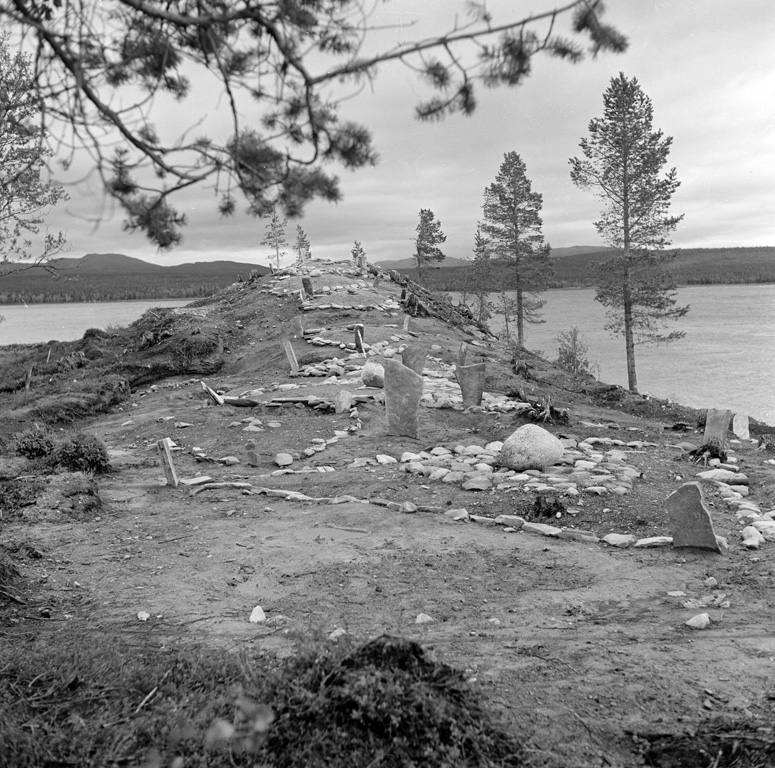
Krankmartenhögen

Fångstmarksgräber liegen oberhalb der für die Landwirtschaft geeigneten Gebiete Schwedens und Norwegens, in Bereichen, die günstig für die Jagd und die Binnenfischerei sind. Der Begriff wurde von dem norwegischen Archäologen Martin Gollwitzer (geb. 1955) geprägt, der die zuvor als See- und Berggräber bezeichneten archäologischen Typen zusammenbrachte.
Inlandsgräber sind hauptsächlich aus den Waldgebieten in Dalarna, Härjedalen und Jämtland bekannt, während Berggräber vor allem in zentralen Berggebieten Norwegens gefunden werden. Da die Grenze zwischen Schweden und Norwegen ein spätes Phänomen ist, sollten die beiden Grabtypen laut Gollwitzer als Variationen des gleichen Phänomens betrachtet und mit den Südsamen (schwedisch Sydsamer) verbunden werden.
Die ältesten Fischgrundgräber bestehen aus dreieckigen oder runden, oft vergesellschafteten Steinkreisen mit verbrannten und zerquetschten menschlichen Knochen. In den Gräbern wurden auch Knochen und Geweihe von Wildtieren (Elchen und Rentieren) gefunden. Spätere Gräber sind oft kleiner und enthalten anstelle von Wildtieren die Knochen von Hausrindern. Die zuletzt angelegten Bodengräber sind Körpergräber, in denen der Tote manchmal mit Birkenrinde umwickelt war.